# ابزار (فیلم ۱۹۹۸)
ابزار یا ساز (به انگلیسی: Saaz) فیلمی هندی محصول سال ۱۹۹۸ و به کارگردانی سای پارانجپی است. در این فیلم بازیگرانی همچون شبانه اعظمی، آریونا ایرانی، ذاکر حسین، راغوبیر یاداو و پاریکشیت سهنی ایفای نقش کرده‌اند.